# Габриэлян, Сергей Эдуардович
Серге́й Эдуа́рдович Габриэля́н (13 февраля 1962) — российский актёр театра и кино. Заслуженный артист России (1998).

## Биография
В 1987 году окончил актёрский факультет ГИТИС (мастерская Людмилы Касаткиной) и был принят в труппу МХАТ имени М. Горького (художественный руководитель — Татьяна Доронина).  
С 1989 года снимается в кино. В 1991 году исполнил первую главную роль в кинокомедии «Игра на миллионы». С 1999 по 2002 год принимал участие в съёмках телевизионной передачи «С лёгким паром!» на ОРТ. Сыграл в кино более 75 ролей. Наиболее заметные роли в кино: «Ширли-мырли», «Антикиллер», «Китайский сервиз», «Возвращение Турецкого».
Женат на актрисе Ирине Бяковой. Сын — актёр Сергей Габриэлян.

## Избранная фильмография
- 1989 — Софья Петровна — Алик
- 1990 — Очищение — Трифон
- 1991 — Игра на миллионы — Петя (Пётр Дмитриевич) Максимкин
- 1991 — 1000 долларов в одну сторону — барабанщик
- 1993 — Завещание Сталина — Виктор Кудряшов
- 1994 — Жизнь и необычайные приключения солдата Ивана Чонкина — Прокопов
- 1995 — Ширли-мырли — Равиль Билилетдинов
- 1995 — Московские каникулы — бортинженер
- 1996 — Старые песни о главном 2 — парень, ожидающий свидания (не указан в титрах)
- 1997 — Бедная Саша — охранник-бандит
- 1997 — Дети понедельника — алкаш, собутыльник Васи
- 1999 — Китайский сервиз — Пантелеймон Суматохин
- 1999 — Д. Д. Д. Досье детектива Дубровского — Громопукало
- 2000 — ДМБ — ефрейтор Галагура
- 2001 — Дальнобойщики (15-я серия «Самосуд») — милиционер
- 2002 — Даже не думай! — Лёша Киевский
- 2002 — Антикиллер — Серый
- 2003 — Антикиллер 2: Антитеррор — Серый
- 2005 — Побег — Сергей Шкиль
- 2007 — Возвращение Турецкого — Петя Щёткин
- 2009 — Человек с бульвара Капуцинок — главный москвич
- 2009 — Последний день Булкина И. С. (короткометражный)  — Булкин И. С.
- 2012 — Соседи — Виктор Полевых, начальник цеха
- 2013 — Цезарь — Станислав Матвеевич Покатухин, следователь
- 2013—2018 — Молодёжка — Василий Геннадьевич Фролов, врач «Медведей»
- 2014 — Тайный город — "Кувалда", фюрер Красных шапок
- 2014 — Семейный бизнес — отец Лиды
- 2015 — Единичка — старший сержант Яков Гудым

## Театр
- «На дне» реж. Т.Доронина  -  Алешка-сапожник
- «Синяя птица» реж. по возобновлению К. Градополов  -  Кот
- «Валентин и Валентина» реж. В. Белякович  -  Павлик
- «Мертвые души» реж. В. Белякович  -  Межуев
- «Макбет» реж. В. Белякович  -  Ведьма
- «Свалка» реж. В. Белякович  -  Пастушок
- «Мадам Александра», реж. Т.Доронина   -  Ласюрет
- «Вишневый сад» реж. С.В. Данченко  -  Епиходов
- «Зойкина квартира» реж. Т.Доронина   -  Аметистов
- «Белая гвардия» реж. Т.Доронина   -  Лариосик
- «Полоумный Журден» реж. Т.Доронина   -  Журден
- «Дама-невидимка» реж. Т.Доронина   -  Косме
- «Версия Англетер» реж. Т.Доронина   - Чемодуров
- «Мы идем смотреть Чапаева» реж. Т.Доронина   -  Курочкин
- «Теркин жив и будет!» реж. Т.Доронина   -  Теркин
- «Заложники любви, или Халам-бунду» реж.  С.А. Кутасов  -  Болик
- «Лес», реж. Т.Доронина   -  Счастливцев
- «Русский водевиль» реж. Т.Доронина   -  Золотников
- «Сокровища Петера» реж. С.В. Харлов  -  Стекляшничек
- «Комедианты господина» реж. Т.Доронина   -  Справедливый сапожник
- «Школа злословия» реж. В. Бейлис  -  Сэр Питер Тизл
- «Особняк на Рублевке» реж. В. Клементьев , М.Кабанов -  Марлен Барабаш
- «На всякого мудреца довольно простоты» реж. В. Бейлис  -  Крутицкий
- «Последний срок» реж. С. Пускепалис  -  Степан
- «Три сестры» реж. В. Немирович-Данченко  -  Чебутыкин
- «Холодное сердце» реж. О. Невмержитская  -  Стекляшничек
- «Вишневый сад» реж. С. Данченко , реж. реконструкции В. Клементьев  -  Симеонов-Пищик Борис Борисович